# Salpichroeae
Salpichroeae, maleni biljni tribus iz porodice pomoćnica. Sastoji se od dva roda, tipičnog Salpichroa sa 18 vrsta, i jednog monotipičnog iz Meksika i Teksasa

## Rodovi
1. Nectouxia Kunth (1 sp.)
2. Salpichroa Miers (18 spp.)